# Johnny Jonkers
Johnny Jonkers is een voormalig Nederlands honkballer.
Jonkers kwam uit in de Nederlandse hoofdklasse voor de voormalige vereniging Haarlem Nicols. Hij maakte in 1969 en 1971 deel uit van het Nederlands honkbalteam tijdens de Europese Kampioenschappen waarbij Nederland de titel won. Tussen 1999 en 2006 was hij coach van het eerste herenhonkbalteam van de vereniging The Hawks uit Dordrecht. Van 2007 tot en met heden is hij coach van het herenhonkbalteam van de Vlaardingse honkbal- en softbalvereniging S.C. Vlaardingen Holy.